# Val Bettin
Valentine John "Val" Bettin, född 8 juli 1923 i La Crosse, Wisconsin, död 7 januari 2021 i Ventura, Kalifornien, var en amerikansk röstskådespelare som bland annat är känd för att ha gjort rösten åt sultanen i Jafars återkomst och Aladdin och rövarnas konung. Han gjorde också rösten åt Dawson i Mästerdetektiven Basil Mus.